# Thylamys venustus
Thylamys venustus är en pungdjursart som först beskrevs av Thomas 1902. Thylamys venustus ingår i släktet Thylamys och familjen pungråttor. IUCN kategoriserar arten globalt som otillräckligt studerad. Inga underarter finns listade.
Pungdjuret förekommer i södra Bolivia och norra Argentina. Arten vistas där i låglandet och upp till 2000 meter höga bergstrakter (enligt en annan källa upp till 4000 meter). Habitatet utgörs av fuktiga skogar, buskmarker och människans odlingar.
Arten blir 84 till 110 mm lång (huvud och bål) och har en 111 till 138 mm lång svans. Den har mörk päls på ryggen, något ljusare päls på kroppssidorna och ännu ljusare gråaktig päls på buken. Liksom andra medlemmar av släktet Thylamys kan den lagra fett i svansen. Thylamys venustus tillhör pungsdjuren men honor saknar pung (marsupium).
Antagligen lever individerna utanför parningstiden ensam. De är aktiv på natten och äter främst insekter. Allmänt antas vara levnadssättet lika som hos andra arter av släktet Thylamys.